# اجاوارا، چیک بالاپور
اجاوارا، چیک بالاپور (به انگلیسی: Ajjavara, Chik Ballapur) یک منطقهٔ مسکونی در هند است که در کارناتاکا واقع شده‌است.